# Erwin Sylvanus
Erwin Sylvanus (* 3. Oktober 1917 in Soest; † 27. November 1985 ebenda) war ein deutscher Schriftsteller, Dramatiker, Rundfunk- und Fernsehspielautor.

## Leben
Erwin Sylvanus wuchs in Soest und Hombruch auf. In Soest besuchte er das Archigymnasium, wo er im Februar 1937 sein Abitur machte. Seit Mitte der 1930er Jahre lieferte er journalistische Beiträge für die Presse seiner Heimatstadt Soest. Nach dem Abitur meldete er sich freiwillig zum Reichsarbeitsdienst und später zur Wehrmacht. Er berichtete über Kunstausstellungen in Soest und förderte und festigte mit der Herausstellung der gezeigten Kunst und Künstler das Kunstverständnis der Zeitungsleser im nationalsozialistischen Sinn. Noch während des Zweiten Weltkriegs erschienen mehrere Erzählungen und ein Roman von ihm, die seine damalige Nähe zur nationalsozialistischen Ideologie belegen. Nach einer schweren Kriegsverwundung war Sylvanus zu längeren Aufenthalten in Krankenhäusern und Heilanstalten gezwungen. 1946 wurde er Mitglied des „Kunstrings Soest“, einer 1935 gegründeten Künstlervereinigung, die nun auch Architekten und Schriftsteller aufnahm. Als er in dessen Vorstand gewählt worden war, untersagten ihm die Behörden wegen seiner journalistischen Arbeit im NS-Staat diese Tätigkeit. Ab 1953 lebte er als freier Schriftsteller in Soest und Völlinghausen.
In den 1950er Jahren machte Sylvanus eine weltanschauliche Wandlung durch: Er distanzierte sich von seiner Haltung während des Dritten Reiches und wandte sich einem engagierten Humanismus zu. Auch distanzierte er sich ab 1956 von dem „Kunstring Soest“. Er verfasste vorwiegend dramatische Werke, in denen er unter dem Einfluss Pirandellos weitgehend auf das herkömmliche Illusionstheater verzichtete und sich den Themen Gewalt, politische Willkür sowie Schuld und Verantwortung des Einzelnen widmete. Ein internationaler Erfolg war sein Stück Korczak und die Kinder, durch welches das Schicksal des in Treblinka ermordeten polnisch-jüdischen Pädagogen Janusz Korczak erstmals einer breiteren Öffentlichkeit bekannt wurde. In der Folge unternahm Sylvanus ausgedehnte Reisen, u. a. in die Tschechoslowakei, nach Skandinavien, Südamerika und in die Sowjetunion. Seit den 1970er Jahren lebte er zeitweise auch auf der griechischen Insel Ägina. Neben seien Werken für die Bühne verfasste Sylvanus Hörspiele und journalistische Arbeiten.
Erwin Sylvanus gehörte dem PEN-Zentrum der Bundesrepublik Deutschland und seit 1955 der Autorenvereinigung Die Kogge an; 1961 war er Mitbegründer der Gruppe 61. 1959 erhielt er den Leo-Baeck-Preis, 1960 die Jochen-Klepper-Medaille sowie 1961 den Preis der Joseph-Winckler-Stiftung.
Erwin Sylvanus ist unter dem Namen Erich Fabrizius eine der beiden Hauptfiguren in Friedrich Kröhnkes Novelle Die Weise von Liebe und Tod.

## Werke
- Jahresring, Soest 1936
- Der ewige Krieg, Berlin 1942
- Der Paradiesfahrer, Berlin 1942
- Der Dichterkreis, Wien 1943
- Die Muschel, Hamburg 1947
- Das Soester Friedensspiel, Soest 1952
- Das Graf-Gottfried-Spiel von Neheim-Hüsten, Neheim-Hüsten 1956
- Hirten auf unserem Felde, Münster/Westf. 1956
- Das St.-Barbara-Spiel der Bergleute, Bochum
  - Textbuch, 1956
  - Spielanleitung, 1956
- Korczak und die Kinder, Reinbek bei Hamburg 1957
- Sieger ohne Sieg, Völlinghausen-Möhne 1958
- Zwei Worte töten, Reinbek bei Hamburg 1959
- Unterm Sternbild der Waage, Reinbek bei Hamburg 1960
- Korczak und die Kinder. Jan Palach. Sanssouci, Frankfurt am Main 1973
- Familie in der Krise, Reinbek bei Hamburg 1974
- Victor Jara, Frankfurt am Main 1975
- Papiertheater oder Leben, Meinungen und Taten von Hieronimus Jobs, dem Kandidaten, Frankfurt am Main 1978
- Lessings Juden, Frankfurt am Main 1979
- Stücke, Frankfurt am Main 1980

Herausgeberschaft
- Emil Schumacher: Emil Schumacher, Recklinghausen 1959

Auswahl
- Lesebuch Erwin Sylvanus. Zusammengestellt und mit einem Nachwort von Ulrike Witt und Paul Forssbohm. Aisthesis, Bielefeld 2019 (Nylands Kleine Westfälische Bibliothek 81). ISBN 978-3-8498-1321-5.